# Top Gun: Maverick (ścieżka dźwiękowa)
Top Gun: Maverick – oficjalna ścieżka dźwiękowa powstała do filmu pt. Top Gun: Maverick z 2022 roku w reżyserii Joseph Kosinski. Muzykę do filmu skomponowali Harold Faltermeyer, Lorne Balfe, Lady Gaga i Hans Zimmer. Soundtrack został wydany 27 maja 2022 roku nakładem wytwórni Interscope Records.  
27 kwietnia 2022 Lady Gaga ogłosiła wydanie pierwszego singla promującego ścieżkę dźwiękową; utwór „Hold My Hand” został wydany 3 maja 2022. Kolejnym utworem promocyjnym została piosenka „I Ain’t Worried” zespołu OneRepublic, wydana 13 maja 2022. Singiel osiągnął sukces komercyjny, zajmując m.in. 6. miejsce na liście Billboard Hot 100, 3. miejsce na listach przebojów w Wielkiej Brytanii oraz 5. miejsce na polskich zestawieniach najpopularniejszych utworów. Album wydany został opublikowany 27 maja 2022. Na ścieżkę dźwiękową składa się na dwanaście oryginalnych utworów, natomiast w filmie zawarto dodatkowo sześć piosenek.   
Soundtrack otrzymał Japan Gold Disc Award za najlepszą ścieżkę dźwiękową oraz otrzymał nominacje w tożsamej kategorii do nagród: Grammy, Billboard Music, American Music, Satelita oraz Hollywood Music in Media. Utwór „Hold My Hand” został wyróżniony nagrodą Satelity i był nominowany m.in. do Oscara, Złotego Globa oraz nagrody Grammy.

## Lista utworów
| Top Gun: Maverick (Music from the Motion Picture) | Top Gun: Maverick (Music from the Motion Picture)  | Top Gun: Maverick (Music from the Motion Picture)                                | Top Gun: Maverick (Music from the Motion Picture) | Top Gun: Maverick (Music from the Motion Picture) |
| Nr                                                | Tytuł utworu                                       | Autorzy                                                                          | Artysta                                           | Długość                                           |
| ------------------------------------------------- | -------------------------------------------------- | -------------------------------------------------------------------------------- | ------------------------------------------------- | ------------------------------------------------- |
| 1.                                                | „Main Titles (You’ve Been Called Back to Top Gun)” | Harold Faltermeyer                                                               |                                                   | 2:30                                              |
| 2.                                                | „Danger Zone”                                      | Giorgio Moroder, Tom Whitlock                                                    | Kenny Loggins                                     | 3:36                                              |
| 3.                                                | „Darkstar”                                         | Faltermeyer, Lorne Balfe                                                         |                                                   | 3:01                                              |
| 4.                                                | „Great Balls of Fire” (Live)                       | Jack Hammer, Otis Blackwell                                                      | Miles Teller                                      | 1:55                                              |
| 5.                                                | „You’re Where You Belong / Give ‘Em Hell”          | Hans Zimmer, Michael Tucker, Stefani Germanotta                                  |                                                   | 5:46                                              |
| 6.                                                | „I Ain’t Worried”                                  | Björn Yttling, Brent Kutzle, John Eriksson, Peter Morén, Ryan Tedder, Tyler Spry | OneRepublic                                       | 2:28                                              |
| 7.                                                | „Dagger One is Hit / Time to Let Go””              | Faltermeyer, Zimmer, Balfe, Max Aruj                                             |                                                   | 5:06                                              |
| 8.                                                | „Tally Two / What’s the Plan / F-14”               | Andrew Kawczynski, Zimmer, Balfe                                                 |                                                   | 4:34                                              |
| 9.                                                | „The Man, the Legend / Touchdown”                  | Zimmer, Faltermeyer, Tucker, Germanotta                                          |                                                   | 3:54                                              |
| 10.                                               | „Penny Returns” (interlude)                        | Zimmer, Tucker, Germanotta                                                       |                                                   | 2:47                                              |
| 11.                                               | „Hold My Hand”                                     | Tucker, Germanotta                                                               | Lady Gaga                                         | 3:45                                              |
| 12.                                               | „Top Gun Anthem”                                   | Faltermeyer                                                                      | Harold Faltermeyer, Steve Stevens                 | 4:13                                              |
|                                                   |                                                    |                                                                                  |                                                   | 43:35                                             |

Dodatkowe utwory zawarte w filmie:
- Hank Williams – „Your Cheatin' Heart”
- David Bowie – „Let's Dance”
- T. Rex –  „Bang a Gong (Get It On)”
- Otis Redding i Carla Thomas –  „Tramp”
- Foghat –  „Slow Ride”
- The Who –  „Won't Get Fooled Again”

## Notowania
| Lista przebojów (2024)                          | Najwyższa pozycja |
| ----------------------------------------------- | ----------------- |
| Australia (ARIA Charts)                         | 11                |
| Austria (Ö3 Austria Top 40)                     | 7                 |
| Belgia (Ultratop Flandria)                      | 18                |
| Belgia (Ultratop Walonia)                       | 15                |
| Czechy (ČNS IFPI)                               | 58                |
| Dania (Album Top-40)                            | 85                |
| Finlandia (Suomen virallinen lista)             | 20                |
| Francja (SNEP)                                  | 17                |
| Hiszpania (PROMUSICAE)                          | 57                |
| Irlandia (OCC)                                  | 3                 |
| Kanada (Billboard Canadian Albums)              | 23                |
| Korea Południowa (Circle)                       | 60                |
| Litwa (Albumų Top 100)                          | 22                |
| Niemcy (Media Control Charts)                   | 16                |
| Norwegia (VG-Lista)                             | 7                 |
| Nowa Zelandia (Recorded Music NZ)               | 16                |
| Stany Zjednoczone (Billboard 200)               | 17                |
| Stany Zjednoczone (Billboard Soundtrack Albums) | 2                 |
| Szwecja (Sverigetopplistan)                     | 3                 |
| Wielka Brytania (OCC)                           | 1                 |
| Włochy (FIMI)                                   | 74                |